# Paepalanthus ascendens
Paepalanthus ascendens är en gräsväxtart som beskrevs av Silveira. Paepalanthus ascendens ingår i släktet Paepalanthus och familjen Eriocaulaceae. Inga underarter finns listade i Catalogue of Life.